# ASIAエクスプレス
『ASIAエクスプレス』（Asia Express）は、日経CNBCでかつて毎週月曜から金曜日（市場休場日除く）に放送されていた経済ニュース番組である。

## 放送時間
月曜日 - 金曜日、初回平日18:00 - 18:30（再放送：20:20 - 20:50）

## メインキャスター
- 袰川有希
- 佐久間あすか（以上、番組終了時）
- 江連裕子（番組初期）

## サブキャスター
- 石河茉美
- 谷中麻里衣（以上、番組終了時）

| スタブアイコン | サブスタブ | この項目は、まだ閲覧者の調べものの参照としては役立たない、テレビ番組に関連した書きかけの項目です。この項目を加筆・訂正などしてくださる協力者を求めています（P:テレビ/PJ:放送または配信の番組）。 |